# Laura Johnson
Laura Johnson (Burbank, 1º agosto 1957) è un'attrice statunitense.

## Filmografia parziale

### Cinema
- La sera della prima (Opening Night), regia di John Cassavetes (1977)
- Al di là della ragione (Beyond Reason), regia di Telly Savalas (1985)
- Trauma, regia di Dario Argento (1993)
- Tutti insieme inevitabilmente (Four Christmases), regia di Seth Gordon (2008)
- Fame - Saranno famosi (Fame), regia di Kevin Tancharoen (2009)

### Televisione
- Dallas – serie TV, 3 episodi (1979-1980)
- La Famiglia Bradford - serie TV, episodio 5x19 (1981)
- Sonno di ghiaccio (Wes Craven's Chiller) – film TV (1985)
- Falcon Crest – serie TV, 80 episodi (1983-1986)
- HeartBeat – serie TV, 18 episodi (1988-1989)
- Nata libera (Born Free) – serie TV, 25 episodi (1998)
- Cold Case - Delitti irrisolti (Cold Case) - serie TV, episodio 3x11 (2006)
- Detective Monk (Monk) – serie TV, episodio 8x02 (2009)
- Un medico nel cuore (Arzt mit Nebenwirkung) – film TV (2017)

## Doppiatrici italiane
Nelle versioni in italiano delle opere in cui ha recitato, Laura Johnson è stata doppiata da:
- Angiola Baggi in Cold Case - Delitti irrisolti
- Antonella Giannini in Mental